# Liste des résolutions du Conseil de sécurité des Nations unies sur la République démocratique du Congo
Cet article dresse une liste des résolutions du Conseil de sécurité des Nations unies concernant la République démocratique du Congo.

## Congo (république démocratique du Congo)
La république démocratique du Congo (en kikongo Repubilika ya Kongo Demokratiki, en swahili Jamhuri ya Kidemokrasia ya Kongo, en lingala Republiki ya Kongó Demokratiki, en tshiluba Ditunga dia Kongu wa Mungalaata)
L'actuelle république démocratique du Congo portait le nom de Zaïre, en forme longue la république du Zaïre, sous la Deuxième République, entre 1971 et 1997, période marquée par la prise de pouvoir de Joseph-Désiré Mobutu.
- Résolution 142 : admission du Congo aux Nations unies (adoptée le 7 juillet 1960).
- Résolution 143 : la question du Congo (adoptée le 17 juillet 1960)
- Résolution 145 : la question du Congo (adoptée le 22 juillet 1960)
- Résolution 146 : la question du Congo (adoptée le 9 août 1960)
- Résolution 157 : la question du Congo (adoptée le 17 septembre 1960)
- Résolution 161 : la question du Congo (adoptée le 21 février 1961).
- Résolution 199 : question relative à la république démocratique du Congo (adoptée le 30 décembre 1964).
- Résolution 226 : question concernant la république démocratique du Congo (adoptée le 14 octobre 1966).
- Résolution 239 : question relative à la république démocratique du Congo (adoptée le 19 juin 1967).
- Résolution 241 : question relative à la république démocratique du Congo (adoptée le 15 novembre 1967).
- Résolution 1040 : concernant le Burundi. C'est la première résolution à évoquer la rule of law (mais la version française ne parle que de « rétablissement de l'ordre » et non d'État de droit), nonobstant le préambule de la résolution 161 de 1961 concernant le Congo. De telles activités impliquent l'usage des missions UNCIVPOL (entraînement des forces de police, etc.), le renforcement des institutions judiciaires locales, etc.
- Résolution 1078 : la situation dans la région des grands lacs
- Résolution 1080 : la situation dans la région des grands lacs
- Résolution 1097 : situation dans la région des grands lacs.
- Résolution 1234 : concernant la république démocratique du Congo
- Résolution 1258 : la situation concernant la république démocratique du Congo.
- Résolution 1273 : la situation en république démocratique du Congo.
- Résolution 1279 : création de la Mission de l'Organisation des Nations unies en république démocratique du Congo (MONUC) durant la Deuxième guerre du Congo, adoptée le 30 novembre 1999 - 4 076e séance.
- Résolution 1291 : la situation en république démocratique du Congo et la phase II de la Monuc (adoptée le 24 février 2000 lors de la 4 104e séance).
- Résolution 1304 : situation concernant la république démocratique du Congo.
- Résolution 1316 : situation concernant la république démocratique du Congo.
- Résolution 1323 : situation concernant la république démocratique du Congo.
- Résolution 1332 : situation concernant la république démocratique du Congo.
- Résolution 1341 : la situation concernant la république démocratique du Congo.
- Résolution 1355 : la situation en république démocratique du Congo.
- Résolution 1376 : la situation en république démocratique du Congo.
- Résolution 1399 : la situation en république démocratique du Congo.
- Résolution 1417 : la situation en république démocratique du Congo.
- Résolution 1445 : la situation concernant la république démocratique du Congo.
- Résolution 1457 : la situation concernant la république démocratique du Congo.
- Résolution 1468 : la situation concernant la république démocratique du Congo.
- Résolution 1484 : la situation concernant la république démocratique du Congo.
- Résolution 1489 : la situation concernant la république démocratique du Congo.
- Résolution 1493 : la situation concernant la république démocratique du Congo.
- Résolution 1499 : la situation concernant la république démocratique du Congo.
- Résolution 1501 : la situation concernant la république démocratique du Congo.
- Résolution 1552 : la situation concernant la république démocratique du Congo.
- Résolution 1533 : la situation concernant la république démocratique du Congo.
- Résolution 1552 : la situation concernant la république démocratique du Congo.
- Résolution 1555 : la situation concernant la république démocratique du Congo.
- Résolution 1565 : la situation concernant la république démocratique du Congo.
- Résolution 1592 : la situation concernant la république démocratique du Congo.
- Résolution 1596 : la situation concernant la république démocratique du Congo.
- Résolution 1616 : la situation concernant la république démocratique du Congo.
- Résolution 1621 : la situation concernant la république démocratique du Congo.
- Résolution 1628 : la situation concernant la république démocratique du Congo.
- Résolution 1635 : la situation concernant la république démocratique du Congo.
- Résolution 1649 : la situation concernant la république démocratique du Congo.
- Résolution 1653 : la situation dans la région des Grands Lacs africains.
- Résolution 1654 : la situation concernant la république démocratique du Congo.
- Résolution 1669 : la situation concernant la république démocratique du Congo.
- Résolution 1670 : la situation concernant la république démocratique du Congo.
- Résolution 1671 : autorisation du déploiement temporaire d'une force de l'Union européenne (« Eufor R.D Congo ») destinée à soutenir la MONUC durant la période entourant les élections en république démocratique du Congo (adoptée le 25 avril 2006 lors de la 5421e séance).
- Résolution 1693 : la situation concernant la république démocratique du Congo.
- Résolution 1698 : la situation concernant la république démocratique du Congo.
- Résolution 1711 : la situation concernant la république démocratique du Congo.
- Résolution 1736 : la situation concernant la république démocratique du Congo.
- Résolution 1742 : la situation concernant la république démocratique du Congo.
- Résolution 1751 : la situation concernant la république démocratique du Congo.
- Résolution 1756 : la situation concernant la république démocratique du Congo.
- Résolution 1768 : la situation concernant la république démocratique du Congo.
- Résolution 1771 : la situation concernant la république démocratique du Congo.
- Résolution 1794 : la situation concernant la république démocratique du Congo.
- Résolution 1797 : la situation concernant la république démocratique du Congo.
- Résolution 1799 : la situation concernant la république démocratique du Congo.
- Résolution 1804 : la situation dans la région des Grands Lacs.
- Résolution 1807 : la situation concernant la république démocratique du Congo.
- Résolution 1843 : la situation concernant la république démocratique du Congo.
- Résolution 1856 : la situation concernant la république démocratique du Congo.
- Résolution 1857 : la situation concernant la république démocratique du Congo.
- Résolution 1896 : la situation concernant la république démocratique du Congo.
- Résolution 1906 : la situation concernant la république démocratique du Congo.
- Résolution 1952 : la situation concernant la république démocratique du Congo (adoptée le 29 novembre 2010).
- Résolution 1991 : la situation concernant la république démocratique du Congo (adoptée le 28 juin 2011).
- Résolution 2021 : la situation concernant la république démocratique du Congo (adoptée le 5 décembre 2011).
- Résolution 2053 : la situation concernant la république démocratique du Congo (adoptée le 27 juin 2012).
- Résolution 2076 : la situation concernant la république démocratique du Congo (adoptée le 20 novembre 2012 lors de la 6866e séance).
- Résolution 2078 : la situation concernant la république démocratique du Congo (adoptée le 28 novembre 2012 lors de la 6873e séance).
- Résolution 2098 : la situation concernant la république démocratique du Congo (adoptée le 28 mars 2013 lors de la 6943e séance).
- Résolution 2136 : la situation concernant la république démocratique du Congo (adoptée le 30 janvier 2014).
- Résolution 2147 : la situation concernant la république démocratique du Congo (adoptée le 28 mars 2014).
- Résolution 2198 : la situation concernant la république démocratique du Congo (adoptée le 29 janvier 2015 lors de la 7371e séance).
- Résolution 2211 : la situation concernant la république démocratique du Congo (adoptée le 26 mars 2015).
- Résolution 2277 : la situation concernant la république démocratique du Congo (adoptée le 30 mars 2016).
- Résolution 2293 : La situation concernant la république démocratique du Congo (adoptée le 23 juin 2016).
- Résolution 2348 : la situation concernant la république démocratique du Congo (adoptée le 31 mars 2017)
- Résolution 2360 : la situation concernant la république démocratique du Congo (adoptée le 21 juin 2017)
- Résolution 2389 : la situation dans la région des Grands Lacs (adoptée le 8 décembre 2017)
- Résolution 2409 : la situation concernant la république démocratique du Congo (adoptée le 27 mars 2018)
- Résolution 2424 : la situation concernant la république démocratique du Congo (adoptée le 29 juin 2018)
- Résolution 2439 : paix et sécurité en Afrique (adoptée le 30 octobre 2018)
- Résolution 2463 : la situation concernant la république démocratique du Congo (adoptée le 29 mars 2019)
- Résolution 2478 : la situation concernant la république démocratique du Congo (adoptée le 26 juin 2019)
- Résolution 2502 : la situation concernant la république démocratique du Congo (adoptée le 19 décembre 2019)
- Résolution 2528 : la situation en république démocratique du Congo (adoptée le 25 juin 2020)
- Résolution 2556 : la situation concernant la république démocratique du Congo. Lettre du président du Conseil sur le résultat du vote (S/2020/1253) et les détails du vote (S/2020/1265)(adoptée le 18 décembre 2020)
- Résolution 2582 : la situation concernant la république démocratique du Congo (adoptée le 29 juin 2021)
- Résolution 2612 : la situation concernant la république démocratique du Congo (adoptée le 20 décembre 2021)
- Résolution 2641 : la situation concernant la république démocratique du Congo (adoptée le 30 juin 2022)
- Résolution 2666 : la situation concernant la république démocratique du Congo (MONUSCO) (adoptée le 20 décembre 2022)
- Résolution 2667 : la situation concernant la république démocratique du Congo (RDC sanctions) (adoptée le 20 décembre 2022)
- Résolution 2688 : La situation concernant la République démocratique du Congo (adoptée le 27 juin 2023)
- Résolution 2707 : La situation concernant la République démocratique du Congo (MONUSCO) (adoptée le 19 décembre)
- Résolution 2765 : La situation concernant la République démocratique du Congo (MONUSCO) (adoptée le 13 décembre 2024)